# Beers-Liste
Die Beers-Liste ist eine Auflistung von Medikamenten, die Patienten über 65 Jahre nicht erhalten sollten. Sie wurde 1991 von dem amerikanischen Geriater Mark H. Beers erstellt. 2003 wurde die Liste aktualisiert. Es handelt sich vor allem um Medikamente, bei denen es insbesondere bei älteren Menschen vermehrt zu unerwünschten Arzneimittelwirkungen kommen kann, oder für die Alternativpräparate mit weniger Nebenwirkungen verfügbar sind.

## Situation in Deutschland
Für Deutschland existierte lange keine vergleichbare Auflistung von Medikamenten, auch wenn dies aufgrund der abweichenden Marktsituation und der unterschiedlichen Verschreibungspraxis wünschenswert gewesen wäre. 2005 bekamen 20 % der über 65-jährigen Patienten in Deutschland mindestens ein Medikament aus der Beers-Liste verordnet. Im Jahr 2010 wurde von einem Forscherteam um die Wuppertaler Pharmakologin Petra A. Thürmann die Priscus-Liste veröffentlicht, mit der versucht wird, die Beers-Liste an die nationalen Besonderheiten Deutschlands anzupassen. Eine Aktualisierung erfolgte 2022.
Ein Thema der Beers-Liste sind Wechselwirkungen zwischen mehreren Medikamenten. Der Arzneimittelreport 2013 bringt aktuelle Zahlen zum Medikamentengebrauch bei Menschen über 65 Jahre und weist besonders auf Probleme durch Polypharmazie in dieser Altersgruppe hin.

## Monitor der Arzneimittelverordnungen
Seit März 2012 stellt das Zentralinstitut für die kassenärztliche Versorgung der Bundesrepublik Deutschland (ZI) in Kooperation mit der PMV-Forschungsgruppe der Universität Köln Kennzahlen zur Verordnung potentiell inadäquater Medikation (PIM) für ältere Menschen zur Verfügung.